# Hallstatt
Hallstatt je trg in turistični kraj v zgornjeavstrijski pokrajini Salzkammergut na jugozahodnem bregu Hallstatskega jezera.
Kraj, v katerem živi 923 prebivalcev (stanje na dan 31.12.2005), je dobil ime po nahajališču rudnikov soli, ki so jih izkoriščali že v prazgodovini.
V okolici Hallstatta so pri arheoloških raziskavah odkrili veliko prazgodovinsko grobišče z okoli 2500 grobovi iz mlajše železne dobe. Raziskovalna dela so potekala v letih 1846 do 1899. Izkopali so nad 5800 predmetov iz zlata, brona, železa, jantarja in stekla. V tem obdobju je človek iznašel pridobivanje in obdelavo železa. Sodeč po opremi in orožju mrtvih, ki so tam bivali in bili pokopani, se da sklepati, da so kraj poseljevale etične skupine z današnjega ozemlja Slovenije, Spodnje in Zgornje Avstrije in južne Nemčije.
Starejša železna doba se po najdbah v Hallstattu imenuje Halštatska doba ali Halštatska kultura, ki datira v 9. do 6. stoletje pr. n. št.
Halštatska kultura je bila izrazito razvita na področju Alp, od koder je širila močan vpliv proti pokrajinam, ki sodijo v današnjo vzhodno Francijo, južno Nemčijo in državam na Balkanskemu polotoku.
Leta 2004 so našli v bližnjem rudniku soli leseno konstrukcijo, ki jo imajo za najstarejše (rudniško) stopnišče na svetu. Replika je razstavljena pred Muzejem.

## Srednji in novi vek
Zaradi težke dostopnosti in ekonomske neodvisnosti je mesto več stoletij živelo relativno mirno.
Leta 1311 so pridobili tržne pravice.
Od leta 1595 so pretakali slanico po 40 kilometrov dolgem cevovodu, verjetno najdaljšem lesenem na svetu, do kraja Ebensee .
Predvsem rudniški delavci so ob nastopu protestantizma le-tega hitro privzeli. To je povzročilo nelagodje na Salzburškem, zato so leta 1601 zbrali dovolj vojske, da je kljub porušenim mostovom prišla do mesta, pobila vsaj 200 protestantov in njihove hiše požgala. Naslednji verski pogrom je bil leta 1734, kjer so protestante izselili na Sedmograško (Transilvanijo). Enakopravnost s katoliki je zagotovil šele cesar s patentom  leta 1863.
Katoliška in protestantska cerkev še stojita.

## Sodobnost
Vozne ceste so do mesta pripeljale šele ob koncu 19. stoletja (1890). Do tedaj je bil dostop mogoč le s tovorno živino ali s čolnom.
Ob koncu 20. stoletja je mesto postalo eden zanimivejših turističnih ciljev.